# Yudhiṣṭhira

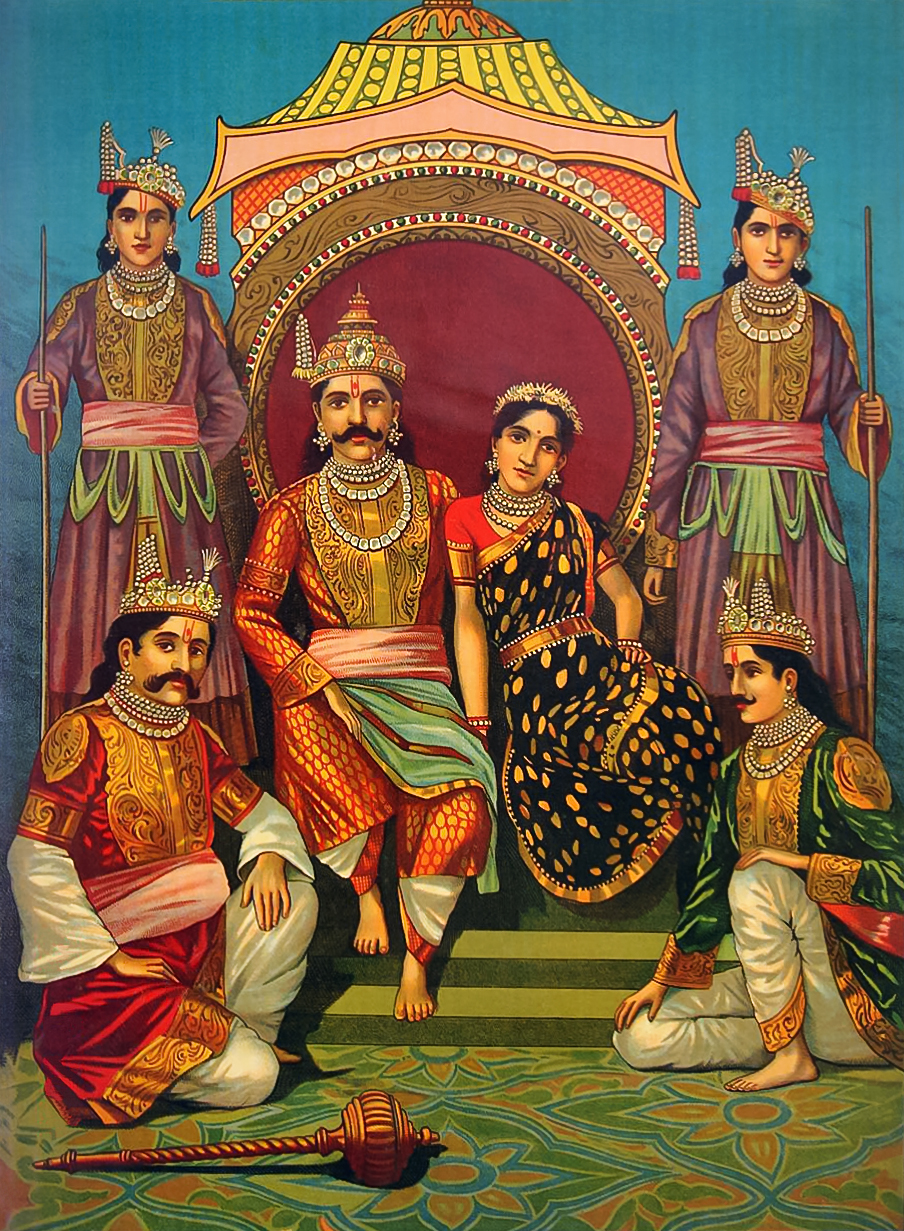
Yudhiṣṭhira (al centro) seduto su un trono con Draupadī e circondato dagli altri Pāṇḍava, in una stampa di Ravi Varma, c. 1910

Yudhiṣṭhira (in sanscrito युधिष्ठिर), con grafia inglese Yudhishthira, è uno dei protagonisti del poema epico Mahābhārata: è  il maggiore dei cinque fratelli Pāṇḍava.

## Storia
Figlio del re Pandu e della regina Kunti, è stato da lei concepito insieme al deva Yama, il signore della giustizia e della morte (dal momento che Pandu non poteva concepire figli per effetto della maledizione di un brahmano); per questa ragione Yudhisthira era famoso per la sua onestà e totale aderenza al Dharma.
Come descritto nel Mahābhārata, Yudhisthira ed i suoi fratelli dovettero combattere la sanguinosa guerra di Kurukṣetra contro i loro cento cugini, i Kaurava, per la sovranità del regno di Hastinapura.
Il Mahābhārata narra che, grazie alla sua reputazione di persona veritiera, onesta e corretta, Yudhisthira è l'unico essere umano che sia stato in grado di ascendere a Svarga (il paradiso) conservando la sua propria forma fisica, attraverso la morte. Tuttavia, egli fu punito per il suo unico crimine - aver mentito un'unica volta a Drona, il suo maestro d'armi - con una visione di sé stesso e dei suoi fratelli a Naraka (l'inferno).